# Vit pelikan

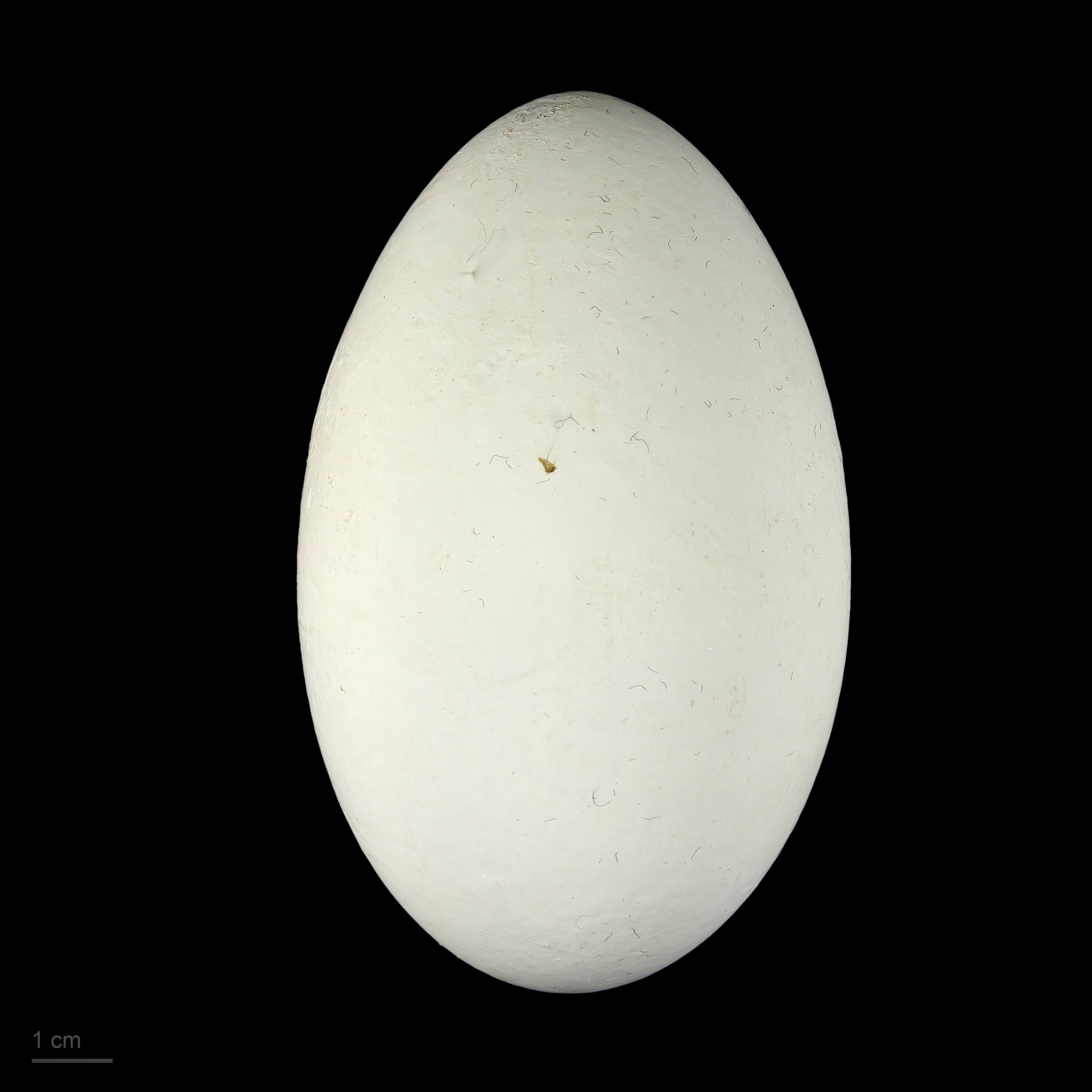
Pelecanus onocrotalus

Vit pelikan (Pelecanus onocrotalus) är en fågel i familjen pelikaner, en stor fågel med ett vingspann på upp till 280 cm.

## Utbredning

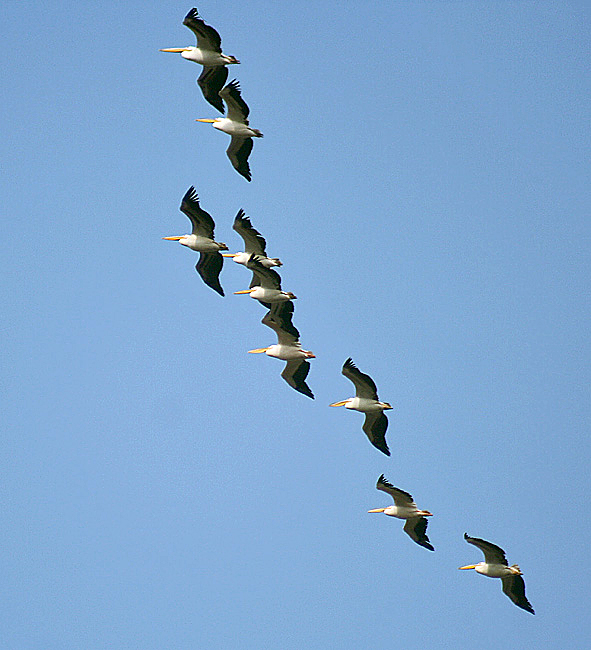
Många populationer av vit pelikan är långflyttare.

Vit pelikan förekommer lokalt från södra Europa och Turkiet till Kazakstan och västligaste Mongoliet. Vidare finns den i Indien och i tropiska Afrika. Den största häckningspopulationen i Europa finns i ett antal sjöar i Donaudeltat i Rumänien, där det årligen häckar 3500-4000 par. Vidare förekommer den som häckfågel i Europa vid sjön Mikri Prespa i Grekland, Srebarnasjön i Bulgarien, ön Orlov  i Ukraina och i ett par områden i sydvästra Ryssland.
De nordligare häckningspopulationerna är flyttfåglar och de Europeiska och Turkiska bestånden övervintrar huvudsakligen i tropiska Afrika och i Röda havet. Ett antal mindre flockar övervintrar dock i Europa och Turkiet och sedan slutet av 1980-talet övervintrar även 1000-3000 individer i norra Israel. Häckfåglar från Kazakstan övervintrar vid södra Kaspiska havet och i Pakistan och Indien. Häckningspopulationer i tropiska Afrika sprider sig under vintern till stora områden i Afrika söder om Sahara. Eftersom den är en termikflygare flyttar den huvudsakligen över land. Vit pelikan är regionalt utdöd i Österrike, Ungern och Vietnam.

### Observationer i Skandinavien
Vit pelikan observeras sällsynt i Skandinavien. Eftersom fågeln hålls som parkfågel rör det sig med största sannolikhet alltid om parkrymlingar. I Sverige finns nio observationer av arten fram till 2020 vilka alla bedöms som icke spontana. Dock pågår det en diskussion kring om inte vit pelikan mycket väl kan dyka upp spontant på dessa breddgrader. Den 19-20 september 2010 observerades en vit pelikan på den danska ön Læsø i norra Kattegatt. Då fågeln uppgavs vara omärkt och skygg så kan det ha rört sig om en spontant förekommande individ.

## Taxonomi
Vit pelikan delas inte upp i några underarter. Tidigare har den östligare beståndet ibland beskrivit som den egna arten Pelecanus roseus och då kallats rosenpelikan, men detta är en föråldrad synonym. Till på köpet har typarten av "rosenpelikan" visat sig vara en fläcknäbbad pelikan (Pelecanus philippensis).

## Ekologi
Vit pelikan har mycket specifika habitatkrav för att häcka och förekommer därför alltid lokalt och isolerat. Den häckar i stora, grunda våtmarker som floddeltan, kärr och sjöar, främst i fiskrika sötvattensmiljöer med stora klarvattenytor. Den placerar sitt plattformslika bo i stora täta vassbälten eller buskområden, eller direkt på kala flacka klippöar. Den lägger i genomsnitt två ägg men kullar med en till fyra ägg förekommer. Äggen ruvas av båda föräldrarna i 29-36 dagar och ungarna tas sedan också om hand av båda föräldrar. Ungarna blir flygga efter 65-70 dagar.

## Status
Artens populationstrend är okänd, men utbredningsområdet är relativt stort. Internationella naturvårdsunionen IUCN anser inte att den är hotad och placerar den därför i kategorin livskraftig. Världspopulationen uppskattas till mellan 265 000 och 295 000 individer. Beståndet i Europa tros öka i antal.